# Sertã (freguesia)
A Freguesia da Sertã é uma freguesia portuguesa do Município da Sertã com 80,95 km² de área e 6039 habitantes (censo de 2021), tendo, por isso, uma densidade populacional de 74,6 hab./km².
É a freguesia sede do município do mesmo nome, e tem por limites, a noroeste, o Carvalhal, a norte e a nordeste o Troviscal, a leste o Figueiredo e a Várzea dos Cavaleiros, a sul o Marmeleiro e a Cumeada, a sudoeste os Palhais, e a oeste o Nesperal, o Cabeçudo e o Castelo.

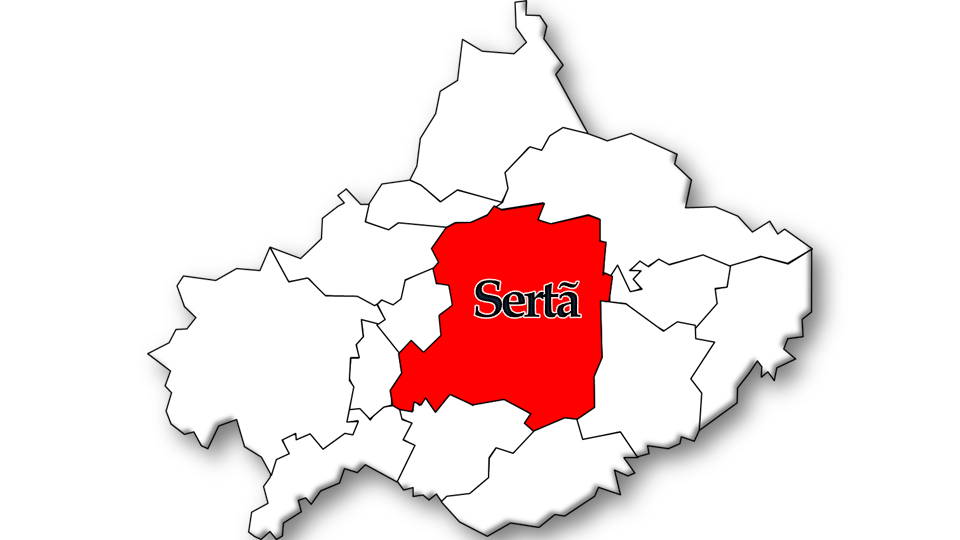
Localização da Freguesia da Sertã no Município da Sertã

Tem por orago São Pedro. 

## Demografia
A população registada nos censos foi:
| Distribuição da População por Grupos Etários | Distribuição da População por Grupos Etários | Distribuição da População por Grupos Etários | Distribuição da População por Grupos Etários | Distribuição da População por Grupos Etários |
| -------------------------------------------- | -------------------------------------------- | -------------------------------------------- | -------------------------------------------- | -------------------------------------------- |
| Ano                                          | 0-14 Anos                                    | 15-24 Anos                                   | 25-64 Anos                                   | > 65 Anos                                    |
| 2001                                         | 869                                          | 757                                          | 2678                                         | 1195                                         |
| 2011                                         | 959                                          | 670                                          | 3189                                         | 1378                                         |
| 2021                                         | 820                                          | 667                                          | 3059                                         | 1493                                         |

## Património edificado
- Igreja da Misericórdia de Sertã
- Pelourinho da Sertã
- Igreja de São Pedro ou Igreja Matriz da Sertã
- Santuário de Nossa Senhora dos Remédios
- Capela de Nossa Senhora da Conceição
- Ponte da Carvalha (também denominada Ponte Velha, Ponte da Várzea ou Ponte romana)
- Castelo da Sertã
- Castro de Castelo Velho

### Resultados das últimas eleições autárquicas (26 de setembro de 2021)
| Partido | votos | % e mandatos |
| PPD/PSD | 1735  | 51,53 % 7    |
| PS      | 1159  | 34,42 % 5    |
| CH      | 218   | 6,47 % 1     |
| PCP-PEV | 91    | 2,70 % 0     |

## Localidades da freguesia
Além da sede, a Freguesia da Sertã engloba as seguintes localidades ou lugares:
- Aldeia da Ribeira Cimeira
- Aldeia da Ribeira Fundeira
- Amial
- Amioso
- Aveleira
- Bezerrins
- Boais
- Boeiro
- Calvos
- Capitólio
- Carga
- Carnapete
- Casal Cerejeiro
- Castanheiro Troncho
- Castelo Velho
- Casal da Estrada
- Casal Fidalgo
- Casalinho S. Facundo
- Chão da Forca
- Carrascal
- Cimo da Ribeira
- Codiceira
- Codiceirinha
- Ervideira
- Farpado
- Foz
- Giesteira
- Gordinheira
- Herdade
- Lameiros
- Malpica
- Maxial da Estrada
- Maxial da Carreira
- Maxialinho
- Moinho da Rola
- Monte de Baixo
- Montinho
- Mougueira
- Mosteiro Cimeiro
- Mosteiro Fundeiro
- Olival
- Outeiro das Colheres
- Outeiro da Lagoa
- Passaria
- Pederneira
- Portela do Outeiro da Lagoa
- Pombas
- Poiares
- Portela dos Bezerrins
- Ramalhosa
- Ribeira da Ferreira
- Salgueiral
- Salomão
- São Gião
- São João do Couto
- Senhora dos Remédios
- Serra De São Domingos
- Torneiras
- Torrinha
- Valada
- Vale da Cortiçada
- Vale de Agua
- Vale de Porco
- Venda da Pedra
- Venestal
- Verdelhos
- Vilar da Carga
- Venda da Pedra